# جان براون (بازیکن فوتبال، زاده ۱۸۶۶)
جان براون (انگلیسی: John Brown؛ ۲۰ مارس ۱۸۶۶ – ۱۹۵۵ (۸۸−۸۹ سال)) بازیکن فوتبال اهل بریتانیا بود.
از باشگاه‌هایی که در آن بازی کرده‌است می‌توان به باشگاه فوتبال نوتس کانتی اشاره کرد.